# Samir Bargachi
Samir Bargachi (Arabisch: سمير بركاشي) (Marokko, 10 september 1987) is een activist, atheïst en liberaal. Kort na zijn geboorte werd hij geadopteerd, hij groeide op in de Spaanse hoofdstad Madrid. Bargachi pleit voor lgbt-rechten in in zijn geboorteland. Hij stichtte Kifkif (Hetzelfde, gelijk), de eerste vereniging voor de rechten van homo's en lesbische vrouwen in Marokko. Deze vereniging is verboden door de Marokkaanse overheid. Met leden van de Vereniging Kifkif verdedigt hij de mensenrechten van onder andere holebi's. Bargachi organiseerde verschillende evenementen en debatten over de rechten van seksuele minderheden in Marokko.